# North Ninepin Island
North Ninepin Island (kinesiska: 北果洲) är en ö i Hongkong (Kina). Den ligger i den östra delen av Hongkong. Arean är 0,31 kvadratkilometer.
Terrängen på North Ninepin Island är lite kuperad. Öns högsta punkt är 74 meter över havet. Den sträcker sig 1,0 kilometer i nord-sydlig riktning, och 0,6 kilometer i öst-västlig riktning.